# Hirakawa
Hirakawa (jap. 平川市 Hirakawa-shi) ist eine kreisfreie Stadt in der Präfektur Aomori auf Honshū, der Hauptinsel von Japan.

## Geographie
Hirakawa liegt südlich von Aomori und nordöstlich von Akita.

## Geschichte
Die Stadt Hirakawa wurde am 1. Januar 2006 aus den ehemaligen Gemeinden Onoe (尾上町, -machi), Hiraka (平賀町, -machi) und Ikarigaseki (碇ヶ関村, -mura) des Landkreises Minami-Tsugaru gegründet.

## Verkehr
- Zug:
  - JR Ou-Hauptlinie
- Straße:
  - Tōhoku-Autobahn
  - Nationalstraße 7: nach Aomori und Niigata
  - Nationalstraße 102, 280, 454

## Söhne und Töchter der Stadt
- Ikuyo Tsukidate (* 1977), Biathletin

## Angrenzende Städte und Gemeinden

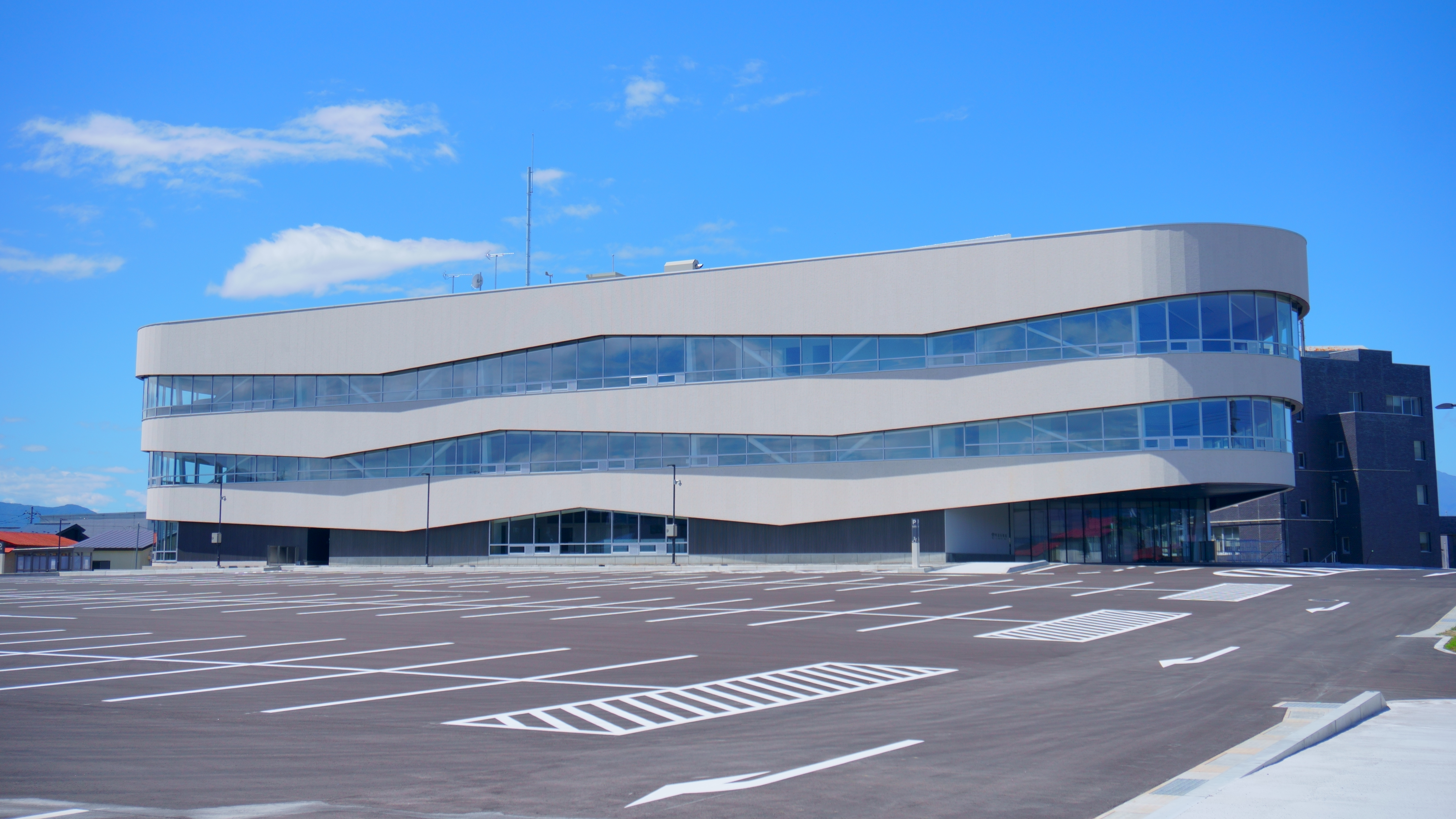
Rathaus

- Präfektur Aomori
  - Hirosaki
  - Kuroishi
  - Towada
  - Inakadate
  - Ōwani
- Präfektur Akita
  - Ōdate
  - Kosaka